# 大島町 (東京府)
大島町（おおじままち）は、東京府南葛飾郡にかつて存在した町である。現在の江東区の東北部に位置していた。

## 沿革
- 1889年（明治22年）5月1日 - 町村制の施行に伴い、東京府南葛飾郡および深川区（横十間川以東）の以下の各町村が合併して大島村が発足。
  - 全域
    - 小名木村…天正年間（1573年〜1592年）に小名木川を開削した小名木四郎兵衛が拓いた村。
    - 六間堀出村…もとは深川六間堀地区の各町の飛地。
    - 平方村…河内国枚方村（現在の大阪府枚方市）の出身者が開拓した村。

  - 一部地域（カッコ内は残部の編入先）
    - 深川本村（東京市本所区、東京市深川区）
    - 中ノ郷出村（亀戸村）
    - 猿江村（東京市深川区）
    - 大島村（東京市深川区）
    - 深川出村（東京市深川区）
    - 北本所出村（東京市本所区、亀戸村）
    - 南本所出村（東京市本所区、亀戸村、砂村）
    - 小梅村飛地（東京市本所区、亀戸村）
    - 須崎村飛地（東京市本所区、寺島村、大木村）
    - 亀戸村飛地（東京市本所区、東京市深川区、亀戸村、吾嬬村）
    - 東京市深川区：深川下大島町の全域、深川上大島町の一部
- 1900年（明治33年）7月19日 - 大島村が町制施行して大島町となる。
- 1915年（大正4年）8月31日 - 15の大字名が整理統合され、大字一 - 八丁目となる。（小字は廃止される。）
- 1932年（昭和7年）10月1日 - 南葛飾郡全域が東京市に編入。大島町の区域は城東区となる。
  - 大島町の大字一 - 八丁目はそのまま城東区大島町一 - 八丁目の八か町になる。
- 1947年（昭和22年）3月15日 - 城東区が深川区と合併して江東区を新設。

## 交通

### 鉄道
- 都電（運行当時は城東電気軌道。1972年11月廃線）
  - 砂町線

## 現在の地名
大島